# Punta Alvear
Punta Alvear ist eine Landspitze am südwestlichen Ende der Strescher-Halbinsel an der Loubet-Küste des Grahamlands auf der Antarktischen Halbinsel. Sie liegt südlich des Kap Bellue an der nördlichen Begrenzung der Darbel Bay.
Argentinische Wissenschaftler benannten sie 1978 nach General Carlos María de Alvear (1789–1852), einem Protagonisten der Unabhängigkeit Argentiniens. 